# Greenwater Provincial Park
Greenwater Provincial Park är en park i Kanada.   Den ligger i provinsen Ontario, i den sydöstra delen av landet, 600 km nordväst om huvudstaden Ottawa. Greenwater Provincial Park ligger 272 meter över havet. Den ligger vid sjön Crates Lake.
Terrängen runt Greenwater Provincial Park är platt. Trakten runt Greenwater Provincial Park är nära nog obefolkad, med mindre än två invånare per kvadratkilometer.. Det finns inga samhällen i närheten. 
I omgivningarna runt Greenwater Provincial Park växer i huvudsak blandskog.